# عبد الرحمن بن علي التركي
 الشيخ عبد الرحمن علي التركي، رجل أعمال سعودي مؤسس ورئيس مجلس إدارة أتكو التي يملكها بالكامل. يشغل أيضا منصب رئيس مجلس إدارة شركة أبراج كابيتل ورسملة للاستثمار. عضو مجلس إدارة إنفستكورب وسبكيم.

## وصلات خارجية
صفحة عبد الرحمن علي التركي في موقع شركة أتكو